# Saski Baskonia 2005-2006
Questa voce raccoglie le informazioni riguardanti il Saski Baskonia nelle competizioni ufficiali della stagione 2005-2006.

## Stagione
La stagione 2005-2006 del Saski Baskonia è la 33ª nel massimo campionato spagnolo di pallacanestro, la Liga ACB.
All'inizio della nuova stagione la Federazione decise di abolire la distinzione riguardo ai giocatori comunitari, estendendo la classificazione a tutti i Paesi appartenenti alla FIBA Europe.

## Roster
Aggiornato al 17 novembre 2021.
| Tau Ceramica Vitoria-Gasteiz 2005-06 | Tau Ceramica Vitoria-Gasteiz 2005-06 |
| Giocatori                            | Staff tecnico                        |
| ------------------------------------ | ------------------------------------ |

| N. | Naz.                                     | Ruolo | Nome             | Anno | Alt.   | Peso   |  |
| -- | ---------------------------------------- | ----- | ---------------- | ---- | ------ | ------ |  |
| 4  | Argentina (bandiera) · Spagna (bandiera) | AG    | Luis Scola (C)   | 1980 | 206 cm | 109 kg |  |
| 5  | Argentina (bandiera) · Italia (bandiera) | P     | Pablo Prigioni   | 1977 | 191 cm | 88 kg  |  |
| 6  | Stati Uniti (bandiera)                   | G     | Travis Hansen    | 1978 | 198 cm | 90 kg  |  |
| 7  | Stati Uniti (bandiera)                   | P     | Lionel Chalmers  | 1980 | 181 cm | 82 kg  |  |
| 9  | Spagna (bandiera)                        | GA    | Sergi Vidal      | 1981 | 199 cm | 89 kg  |  |
| 10 | Croazia (bandiera)                       | P     | Roko Ukić        | 1984 | 194 cm | 86 kg  |  |
| 12 | Turchia (bandiera)                       | G     | Serkan Erdoğan   | 1978 | 190 cm | 84 kg  |  |
| 14 | Serbia e Montenegro (bandiera)           | C     | Predrag Drobnjak | 1975 | 211 cm | 122 kg |  |
| 15 | Spagna (bandiera)                        | G     | Jordi Grimau     | 1983 | 196 cm | 84 kg  |  |
| 16 | Spagna (bandiera)                        | AG    | Oscar García     | 1979 | 202 cm |        |  |
| 18 | Ungheria (bandiera)                      | AC    | Kornél Dávid     | 1971 | 207 cm | 106 kg |  |
| 21 | Brasile (bandiera) · Spagna (bandiera)   | C     | Tiago Splitter   | 1985 | 211 cm | 111 kg |  |
| 23 | Stati Uniti (bandiera)                   | AP    | Casey Jacobsen   | 1981 | 198 cm | 98 kg  |  |
| -  | Spagna (bandiera)                        | AC    | Martín Buesa     | 1988 | 202 cm |        |  |
| -  | Spagna (bandiera)                        | G     | Gaizka Gorospe   | 1986 | 188 cm |        |  |
| -  | Spagna (bandiera)                        | AP    | Eneko Ortiz      | 1987 | 193 cm |        |  |

| Allenatore                                                                           |
| - Pedro Martínez Sánchez (fino al 28 novembre) - Velimir Perasović (dal 28 novembre) |
| Assistente/i                                                                         |
| - David Gil - Natxo Lezkano Legenda - (C) Capitano - (IN) Inattivo - Infortunato     |

## Mercato

### Sessione estiva
| Acquisti | Acquisti         | Acquisti      | Acquisti   | Acquisti |
| R.a      | Nome             | da            | Modalità   |          |
| -------- | ---------------- | ------------- | ---------- | -------- |
| P        | Roko Ukić        | Spalato       | definitivo |          |
| G        | Serkan Erdoğan   | Ülkerspor     | definitivo |          |
| C        | Predrag Drobnjak | Atlanta Hawks | definitivo |          |
| AP       | Casey Jacobsen   | N.O. Hornets  | definitivo |          |
| AG       | Oscar García     | Ourense       | definitivo |          |

| Cessioni | Cessioni            | Cessioni          | Cessioni       | Cessioni |
| R.       | Nome                | a                 | Modalità       |          |
| -------- | ------------------- | ----------------- | -------------- | -------- |
| G        | Arvydas Macijauskas | N.O. Hornets      | fine contratto |          |
| C        | Andrew Betts        | Joventut Badalona | fine contratto |          |
| A        | Roberto Gabini      | Granada           | fine contratto |          |
| P        | José Calderón       | Toronto Raptors   | fine contratto |          |
| G        | Drew Nicholas       | Pall. Treviso     | fine contratto |          |
| C        | Asier Arzallus      |                   | fine contratto |          |

### Dopo l'inizio della stagione
| Acquisti | Acquisti        | Acquisti  | Acquisti         | Acquisti   |
| R.       | Nome            | da        | Data             | Modalità   |
| -------- | --------------- | --------- | ---------------- | ---------- |
| G        | Jordi Grimau    | Tarragona | ottobre 2005     | definitivo |
| P        | Lionel Chalmers | AEK Atene | 18 febbraio 2006 | definitivo |

| Cessioni | Cessioni | Cessioni | Cessioni | Cessioni |
| R.       | Nome     | a        | Data     | Modalità |
| -------- | -------- | -------- | -------- | -------- |